# Citoriduzione
La citoriduzione (in inglese debulking) è la rimozione chirurgica, quanto più estesa possibile, di una massa neoplastica che non può essere completamente escissa senza mettere a repentaglio la vita del paziente. Il termine si applica anche alla rimozione di masse secondarie (secondarismi o metastasi).
La citoriduzione generalmente precede, ma talvolta può anche seguire, un trattamento di tipo chemioterapico: lo scopo ultimo rimane sempre la riduzione della massa tumorale. Il ricorso alla chemioterapia neoadiuvante, successivamente seguito dalla cosiddetta "chirurgia d'intervallo" (interval debulking surgery - IDS, una forma di citoriduzione) e successivamente da ulteriori cicli di chemioterapia, sembra sia particolarmente utile nel ridurre la morbilità della chirurgia radicale in soggetti con neoplasie addominali, e comporti un importante miglioramento della qualità della vita.

## Scopo
La procedura viene eseguita senza alcun fine curativo, ma con l'unico obiettivo di rimpicciolire le dimensioni di una massa tumorale rendendola più suscettibili a successivi trattamenti, ad esempio alla radioterapia oppure alla chemioterapia, così come a qualsiasi altra misura terapeutica ritenuta efficace per migliorare la durata della sopravvivenza del paziente, oppure la sua qualità di vita.
La durata dell'intervento e la sua complessità sono ovviamente legati alla sede di localizzazione delle neoplasie o delle metastasi, ma tendenzialmente lunga (nell'ordine di diverse ore) e spesso complicata.
L'intervento non è applicabile ad ogni tipo di tumore, ma solo ad alcune neoplasie specifiche.

## Campi di applicazione
- Neoplasie del testicolo
- Neoplasie ovariche[3][4]
- Carcinome renale
- Sarcomi (alcuni tipi)
- Linfomi (alcuni tipi)
- Tumori surrenalici
- Tumori del sistema nervoso centrale
- Carcinosi peritoneale
- Carcinoma pancreatico (nel paziente border-line si cerca di fare una chemioterapia a scopo di debulking, per poi eventualmente mandare il paziente in chirurgia)